# Xã Harmony, Quận Beaver, Pennsylvania
Xã Harmony (tiếng Anh: Harmony Township) là một xã thuộc quận Beaver, tiểu bang Pennsylvania, Hoa Kỳ. Năm 2010, dân số của xã này là 3.197 người.